# أوسكار دامياني
أوسكار دامياني (بالإيطالية: Oscar Damiani) هو لاعب كرة قدم إيطالي في مركز الهجوم، ولد في 15 يونيو 1950 في بريشا في إيطاليا. شارك مع منتخب إيطاليا تحت 21 سنة لكرة القدم ومنتخب إيطاليا لكرة القدم. أما مع النوادي، فقد لعب مع إنتر ميلان وإيه سي ميلان ونادي بارما ونادي جنوى ونادي لاتسيو ونادي نابولي ونيويورك كوسموس ويوفنتوس.

## وصلات خارجية
- أوسكار دامياني على موقع قاعدة بيانات كرة القدم.إي يو (الإنجليزية)
- أوسكار دامياني على موقع ناشيونال فوتبول تيمز (الإنجليزية)